# Conus lamberti
Conus lamberti is een in zee levende slakkensoort uit het geslacht Conus. De slak behoort tot de familie Conidae. Conus lamberti werd in 1877 beschreven door Souverbi. Net zoals alle soorten binnen het geslacht Conus zijn deze slakken roofzuchtig en giftig. Zij bezitten een harpoenachtige structuur waarmee ze hun prooi kunnen steken en verlammen.